# هوندا سی‌بی۱۳۰۰
هوندا سی‌بی۱۳۰۰ سوپرفور (به انگلیسی: Honda CB1300 Super Four) یک موتورسیکلت ژاپنی با انجین چهارسیلندر خطی ۱۲۸۴ سی‌سی از کمپانی موتورسازی هوندا که از سال ۱۹۹۸ تا ۲۰۲۵ به عنوان جانشین سی‌بی۱۰۰۰ در حال تولید بود. این موتور هرگز توسط نمایندگی‌های مجاز در ایالات متحده یا کانادا فروخته نشد. واردکنندگان بازار خاکستری تعداد کمی را آوردند. این مدل پرچمدار مدل کلاس یک لیتری شرکت موتورسازی هوندا و سری سی‌بی محسوب می‌شود.
مدل ۲۰۱۸ که فقط در ژاپن موجود است، دارای برخی عملکردها و تغییرات اگزوز بود که قدرت را به ۱۰۹ اسب بخار رسانده‌است. در مدل ۲۰۲۱ یک سیستم دریچه گاز توسط سیستم‌های حالت سواری و کروز کنترل را اضافه می‌کند.
تولید این موتورسیکلت در ۲۱ فوریه ۲۰۲۵ به پایان رسید.